# فيل دنت
فيل دنت (بالإنجليزية: Phil Dent)‏ مواليد 14 فبراير 1950 في سيدني، هو لاعب كرة مضرب أسترالي سابق بدأ مسيرته كمحترف سنة 1968 وكان يلعب باليد اليمنى، اعتزل اللعب في 1983. كما أنه أحد أبطال الجراند سلام. أعلى تصنيف له في الفردي كان المركز الـ 12 في سنة 1977.

## بطولات حققها
- بطولة أستراليا المفتوحة للتنس
- بطولة أمريكا المفتوحة للتنس

## نهائيات البطولات الكبرى

### الفردي (الوصافة 1)
| الحصيلة | السنة | البطولة                       | المنافس في النهائي | النتيجة في النهائي      |
| ------- | ----- | ----------------------------- | ------------------ | ----------------------- |
| الوصافة | 1974  | بطولة أستراليا المفتوحة للتنس | جيمي كونرز         | 7–6(9–7), 6–4, 4–6, 6–3 |

### الزوجي المختلط (الألقاب 1)
| الحصيلة | السنة | البطولة                     | الشريك        | المنافس                 | النتيجة في النهائي |
| ------- | ----- | --------------------------- | ------------- | ----------------------- | ------------------ |
| الفوز   | 1976  | بطولة أمريكا المفتوحة للتنس | بيلي جين كينغ | فريو ماكميلان بيتي ستوف | 3–6, 6–2, 7–5      |

## روابط خارجية
- فيل دنت على موقع رابطة محترفي التنس (الإنجليزية)
- فيل دنت على موقع الاتحاد الدولي لكرة المضرب (الإنجليزية)
- فيل دنت على موقع كأس ديفيز (الإنجليزية)
- فيل دنت على موقع اتحاد التنس الأسترالي (الإنجليزية)
- فيل دنت على موقع خلاصة التنس.كوم (الإنجليزية)